# Lago Machónico
Lago Machónico är en sjö i Argentina.   Den ligger i provinsen Neuquén, i den sydvästra delen av landet, 1 300 km sydväst om huvudstaden Buenos Aires. Lago Machónico ligger 993 meter över havet. Arean är 1,1 kvadratkilometer. Den sträcker sig 2,1 kilometer i nord-sydlig riktning, och 1,8 kilometer i öst-västlig riktning.
I omgivningarna runt Lago Machónico växer i huvudsak blandskog. Runt Lago Machónico är det mycket glesbefolkat, med 6 invånare per kvadratkilometer.